# Фраскеа (Бијела)
Фраскеа је насеље у Италији у округу Бијела, региону Пијемонт.
Према процени из 2011. у насељу је живело 285 становника. Насеље се налази на надморској висини од 313 м.